# ملودی هیل، ایندیانا
ملودی هیل (به انگلیسی: Melody Hill) یک منطقهٔ مسکونی در ایالات متحده آمریکا است که در شهرستان وندربورگ، ایندیانا واقع شده‌است. ملودی هیل ۳٫۵ کیلومتر مربع مساحت و ۳٬۶۲۸ نفر جمعیت دارد و ۱۳۰ متر بالاتر از سطح دریا واقع شده‌است.